# Орнета (Авелино)
Орнета је насеље у Италији у округу Авелино, региону Кампанија.
Према процени из 2011. у насељу је живело 467 становника. Насеље се налази на надморској висини од 557 м.